# 周美 (嘉靖甲辰進士)
周美（1512年—1564年），殿試金榜內名全美，字濟叔，直隸蘇州府崑山縣人，民籍，明朝政治人物。

## 生平
嘉靖十六年（1537年）丁酉科應天府鄉試第三十一名舉人。嘉靖二十三年（1544年）中式甲辰科三甲169名進士。授进贤县知县，擢刑部主事，晋员外郎，出为湖广按察司上湖南道分巡佥事，驻札蕲州，历四川参议、广东瓊州兵备副使，四十三年闰二月以科道纠拾，勒令致仕。归乡后不久去世，享年五十三。

## 家族
曾祖周玄本；祖父周晟；父周榮，母徐氏。具庆下。